# Bodnár István (ügyvéd)
Bodnár István (Szepsi, 1817. március 7. – Balassagyarmat, 1892. október 30.) ügyvéd.

## Életútja
Az 1848-49. szabadságharcban mint honvédszázados vett részt; azután ügyvédkedett Balassagyarmaton. Később honvédszázadosi havi 22 forint nyugdíjából élt Tereskén, Nógrád vármegyében.
Iránycikkei a Nógrádi Lapokban, a Budapestben és a Felvidéki Nemzetőrben jelentek meg.

## Munkái
- Eszmetöredékek az urbéri szabályozás és tagosításról. Balassa-Gyarmat, 1856. (Ism. M. Sajtó 1856. 147. sz.)
- Kiegyenlítési javaslat a dualismus alapján, különös tekintettel az önkormányzati rendszerre. Pest, 1865
- Miként lehetne a felelős kormányt az önkormányzati rendszerrel összeegyeztetni? Uo. 1866
- Észrevételek Kossuth Lajosnak «Együttes válasz sokaknak» cz. levelére. Balassa-Gyarmat, 1869
- Melyik párthoz csatlakozzunk? Uo. 1871.